# The Confession of Madame Barastoff
The Confession of Madame Barastoff è un cortometraggio muto del 1915 sceneggiato e diretto da Charles L. Gaskill.

## Produzione
Il film fu prodotto dalla Vitagraph Company of America come Broadway Star Features.

## Distribuzione
Distribuito dalla General Film Company, il film - un cortometraggio in tre bobine - uscì nelle sale cinematografiche statunitensi il 17 luglio 1915.